# 奧德爾 (新罕布什爾州)
奧德爾（英語：Odell）是位於美國新罕布什爾州庫斯縣的一個行政鎮區。

## 地方資料
奧德爾的面積為116.60平方千米，當中陸地面積為114.80平方千米，而水域面積為1.80平方千米。根據2020年美國人口普查的數據，當地共有人口1人，而人口密度為每平方千米0.01人。